# Frýdek
Frýdek (latinsky Fridecca, německy Friedek, Friedeck, pl. Frydek) je slezské historické město, dnes část statutárního města Frýdku-Místku. Frýdek založil počátkem 14. století těšínský kníže Kazimír I., těšínská knížata ovšem často město kvůli svým finančním problémům zastavovala, až nakonec roku 1572 celé frýdecké panství přeměnili na status minor a následujícího roku jej prodali. Dlouhodoběji frýdecké panství vlastnili Bruntálští z Vrbna (1584–1636), Oppersdorfové (1636–1699) a Pražmové z Bílkova (1699–1797). Roku 1797 Frýdek koupila zpět komora těšínského knížectví, jež tehdy patřilo Habsburkům, a to až do roku 1918, kdy byly jejich pozemky zestátněny.
Roku 1850 se Frýdek stal centrem stejnojmenného soudního okresu a roku 1901 sídlem úřadů politického okresu. V letech 1869–1928 byl Frýdek statutárním městem. 1. ledna 1943 byl Frýdek spojen s Místkem a dalšími obcemi do města Frýdku-Místku. Šlo o zjednodušení místní správy zavedené Němci.
Historické jádro Frýdku bylo vyhlášeno městskou památkovou zónou. Frýdek leží na katastrálních územích Frýdek a Panské Nové Dvory.

## Název
Jméno města je německé, v první části je obsaženo slovo vride - "mír, ochrana, ohrada", ve druhé eck - "roh, ohyb". Původně to bylo jméno hradu chránícího obchodní stezku na jejím ohybu nebo ležícího na ohybu řeky.

## Historie

Historický znak Frýdku

Předchůdcem Frýdku byla tržní osada Jamnice, první zmínka o ní pochází z roku 1305. Tato oblast tvořila součást těšínského knížectví. Roku 1327 se těšínský kníže Kazimír I. stal leníkem českého krále Jana Lucemburského, čímž vzrostl význam obchodní stezky mezi Příborem a Těšínem. Na ochranu této stezky byl poblíž Jamnice postaven hrad a kolem něj záhy vzniklo město (v písemných pramenech poprvé doloženo roku 1339). Město zpočátku chránil pouze strmý svah, val a hluboký příkop, hradby se dvěma branami vznikly zřejmě o něco později v polovině 14. století. Přibližně ze stejné doby pochází také nejstarší části kostela svatého Jana Křtitele.
Význam Frýdku stoupl, když těšínský kníže roku 1402 koupil místecký lenní statek a když se Frýdek stal centrem frýdecko-místeckého panství. Roku 1422 protáhlo Frýdeckem prohusitské litevské vojsko Zikmunda Korybutoviče a frýdečtí poskytli peníze na zahlazení škod. Za odměnu pak následujícího roku získal Frýdek od těšínského knížete Boleslava I. hrdelní, dědičné a mílové právo. Roku 1428 frýdeckem opět protáhli husité, ale Frýdek se dobýt nepokusili, město tak spolu se zbytkem Těšínského knížectví zůstalo katolické. Těšínská knížata od té doby čelila finančním problémům, které řešila zastavováním Frýdku, a tak město v letech 1434–1490 vystřídalo několik zástavních držitelů. Město i dále čekaly těžké časy – po polovině 15. století podnikali na kraj nájezdy moravští pánové zpoza Moravské brány, roku 1463 sice město obdrželo od krále Jiřího z Poděbrad právo pořádat dva jarmarky, ale záhy vypukly česko-uherské války, ve kterých se těšínské knížectví přidalo na stranu uherského krále Matyáše Korvína. Rozkvět nastal až v druhé čtvrtině 16. století, kdy město i s okolím spravovali nejprve regentsky a později i jako zástavní pánové Pernštejnové, městu se dostalo právo várečné. Kníže Václav Adam přestoupil na luteránství, jeho syn, kníže Bedřich nevídaným způsobem rozházel rodový majetek, až císařská komise roku 1572 vytvořila frýdecké panství jako status minor na splacení dluhů a Frýdek tak byl na těšínském knížectví závislý jen formálně.
Toto panství pak bylo následujícího roku prodáno Jiřímu a Matyáši z Lohova, aby v kraji vymýtili protestantství. Dali sepsat urbář, soupis celého panství, v němž ovšem celkové údaje nadsadili. Panství pak roku 1581 koupil olomoucký biskup Stanislav Pavlovský, který se obával, aby Místecko, které bylo částečně podřízeno biskupům a částečně Frýdku, nebylo definitivně připojeno k Těšínsku. Jeho správce začal vymáhat dávky podle nadsazeného urbáře, nesouhlasící měšťany dal vyhnat, ale nakonec musel biskup ustoupit, frýdeckou část panství roku 1584 prodat Bartoloměji Bruntálskému z Vrbna a ponechat si jen Místecko, kde Místek ihned povýšil na město. Frýdek dvakrát vyhořel v letech 1592 a 1607, v druhém roce se objevil i mor. Nový vlastník podporoval rekatolizaci, jeho nástupce Jan Bruntálský z Vrbna nemálo lidí vyhnal svým tvrdým vymáháním dávek, až byl nakonec roku 1621 zbojníky zavražděn. Roku 1626 přitáhlo k Frýdku dánské vojsko pod velením Petra Arnošta II. Mansfelda. Měšťané vojsko odmítli vpustit, a tak bylo dobyto a zcela vydrancováno spolu s celým panstvím. Dány vytlačili až Valdštejnovi vojáci, kteří drancování dokonali, což vedlo k hospodářské krizi. Do potíží se dostali také Bruntálští, které nakonec vyřešili prodejem frýdeckého panství Jiřímu III. z Oppersdorfu roku 1636, který celý hrad přestavěl na zámek. Během války bylo okolí města opakovaně pleněno – lisovčíci (1620), měšťany pozvaní španělsko-italští vojáci (1621), valašští a uherští vzbouřenci (1621), opět lisovčíci (1623), Dánové (1626), Valdštejn (1627), Uhři (1639), Švédové a císařští (1645–1647); objevily se epidemie decimující obyvatelstvo – 1623–1624 a 1645–1647).
Roku 1699 zdědila panství Ludovika Marie z Oppersdorfu, jež se provdala za Karla Štěpána Josefa Pražmu z Bílkova, Pražmové se stali jediným rodem, který ve Frýdku sídlil. Neoblíbený hrabě František Vilém Pražma nechal roku 1711 vylomit zázračnou sochu Panny Marie na Vápenkách a hodlal ji odvézt k minoritům do Opavy, po odporu místních, biskupa i samotného císaře byl donucen sochu ve městě ponechat a odkázat peníze a pozemek na stavbu kostela pro tuto sochu – pozdější poutní chrám Navštívení Panny Marie, díky kterému se Frýdek stal významným poutním místem a byl někdy nazýván „Slezské Lurdy“.. Za vlády Františka Viléma působila na panství tlupa zbojníka Ondráše, po Ondrášově smrti pak bylo tělo rozčtvrceno a část byla pro výstrahu vyvěšena i na frýdeckém zámku.
Pražmové také povolili usazení prvních Židů ve městě. Hrabě Jan Nepomuk Pražma zatěžoval poddané leckdy protizákonnými požadavky, což způsobilo 16 let trvající selské bouře. Nakonec frýdecké panství roku 1797 prodal těšínské kněžně Marii Kristině Habsbursko-Lotrinské a jejímu manželovi Albertu Sasko-Těšínskému. Frýdecké panství se tak stalo opět součástí Těšínské komory a jeho správní význam upadl. Habsburkům patřilo až do roku 1918, kdy byl jejich majetek zestátněn.

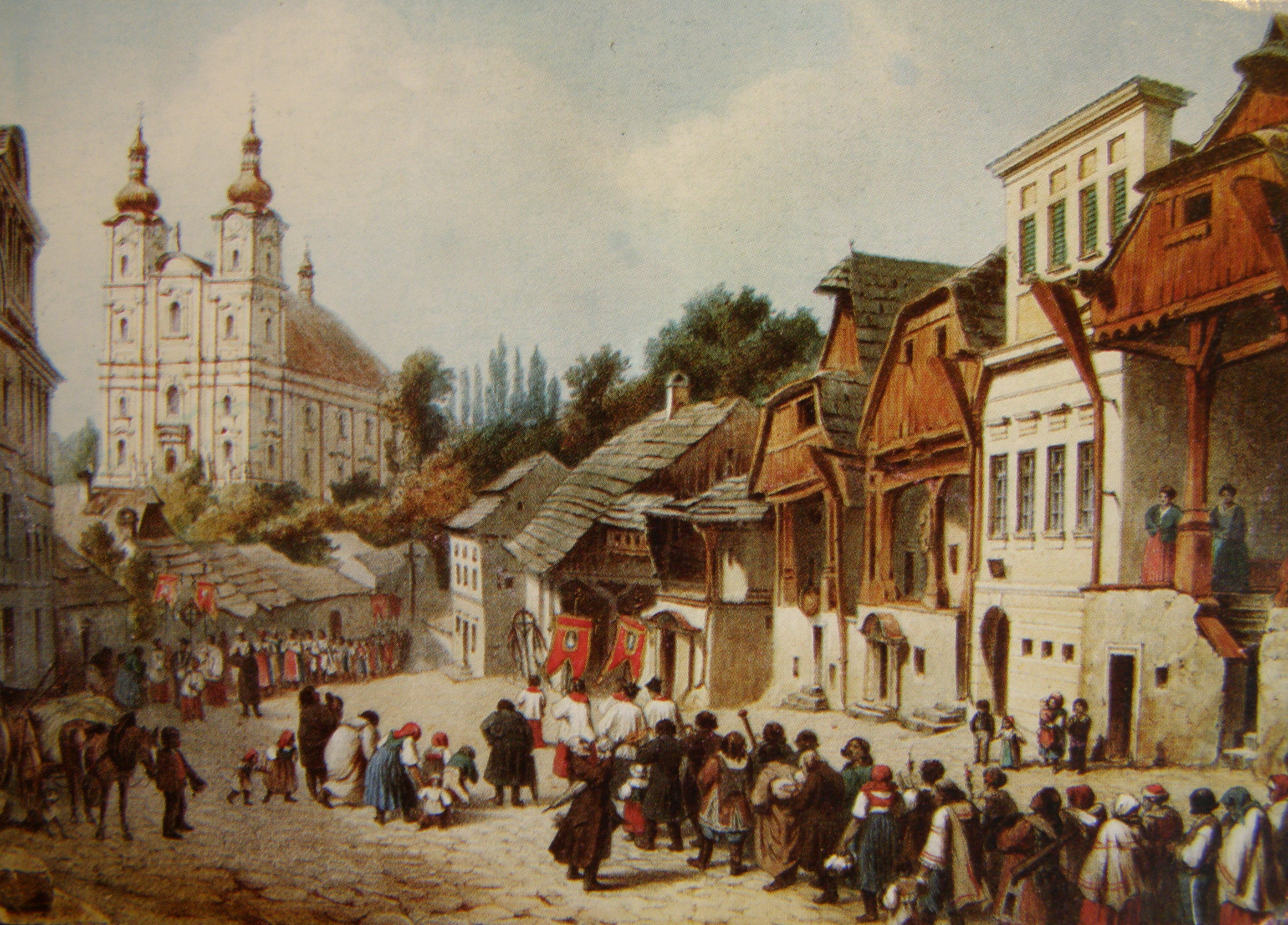
Procesí poutníků procházející Hlubokou ulicí do frýdeckého chrámu

Počátkem 19. století měl Frýdek 2 268 obyvatel, s prudkým rozvojem textilního průmyslu v 19. století stoupal také počet obyvatel, takže roku 1869 žilo ve městě již 5 170 lidí. Na rozvoji textilnictví se podíleli zejména židovští podnikatelé Josef Munk, Adolf Landsberger a bratři Neumannové. K rozvoji města přispělo také napojení na železniční síť roku 1871.
Se vznikem obecní samosprávy po revoluci roku 1848 se Frýdek stal centrem soudního okresu Frýdek, jenž spolu se soudními okresy Bohumín a Fryštát patřil do politického okresu Fryštát. Roku 1901 došlo k reorganizaci a Frýdek se stal centrem politického okresu Frýdek. V letech 1869–1928 byl Frýdek také statutárním městem O spojení Frýdku se sousedním městem Místkem se uvažovalo již od roku 1919, k jejich spojení v jedno město ovšem došlo až 1. ledna 1943.
| 1869  | 1880  | 1890  | 1900  | 1910  | 1921   | 1930   | 1950   | 1961   | 1970   | 1980   | 1991   | 2001   | 2011   |
| ----- | ----- | ----- | ----- | ----- | ------ | ------ | ------ | ------ | ------ | ------ | ------ | ------ | ------ |
| 5 170 | 5 912 | 7 374 | 9 037 | 9 879 | 10 071 | 11 889 | 13 172 | 17 009 | 15 729 | 21 445 | 33 918 | 33 326 | 29 713 |